# Sankai Juku

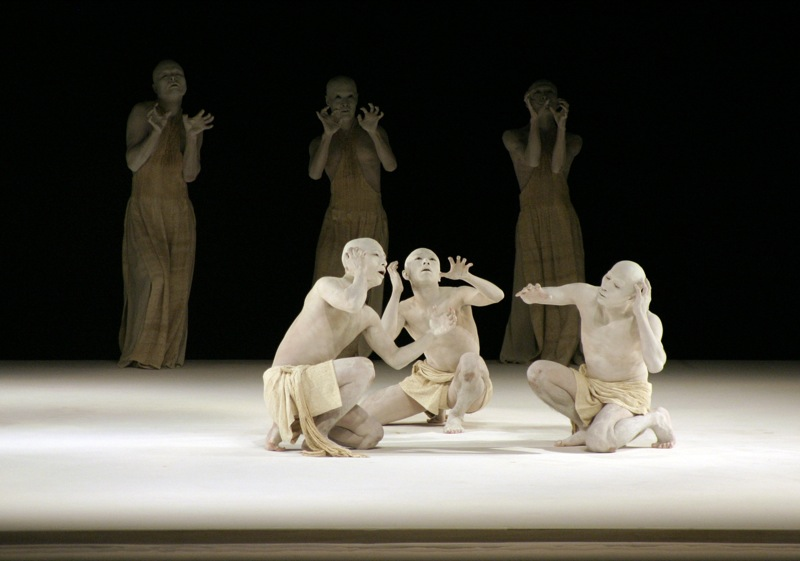
Sankai Juku en el Festival Internacional Cervantino.

Sankai Juku (山海塾?) es una compañía de baile de Butō de renombre internacional, cofundada por Amagatsu Ushio en 1975. Actualmente hace giras mundiales en las que baila e imparte clases. Hasta el 2010, Sansai Juku ha dado espectáculos en 43 países y ha visitado más de 700 ciudades. 

## Amagatsu Ushio
Amagatsu es el director del grupo, coreógrafo, diseñador y bailarín. Se especializó en danza clásica y moderna antes de desarrollar su propio estilo Butoh de “Segunda Generación”. Ushio propone que el Butoh es un diálogo con la gravedad, es decir, sincronizar o simpatizar con ésta. En contraste, otras formas de baile tienden a deleitarse en el escape de la gravedad.

## Sankai Juku y el Butoh

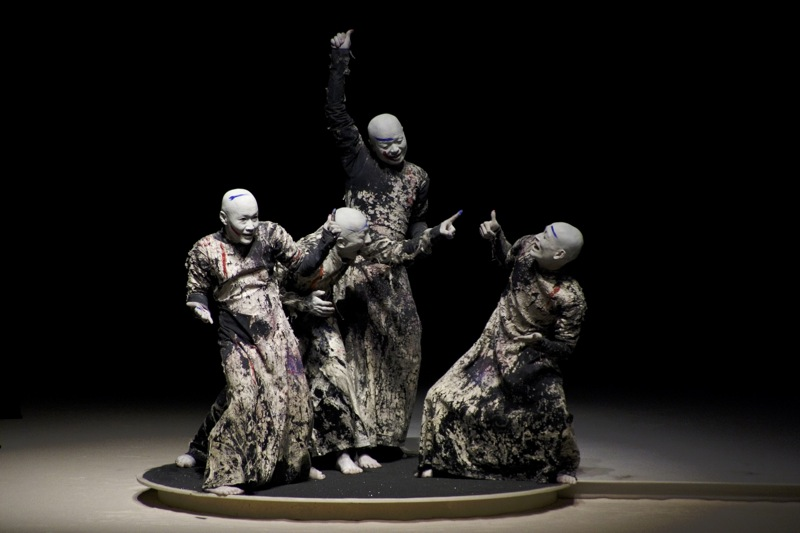

El origen del Butoh es el movimiento Avant-garde japonés de la década de los 60s, en la cual, Japón tuvo dificultades con los efectos de las bombas atómicas en Hiroshima y Nagasaki, que marcaron el final de la Segunda Guerra Mundial. Originalmente llamado “Ankoku Butoh” o la “Danza de la Oscuridad”, esta técnica propició el espacio para lo intensamente grotesco y perverso en el escenario. El trabajo de Amagatsu exhibe las tensiones convencionales del butoh y las envuelve en una atmósfera de quietud emocional. “Sansai Juku” significa “estudio de la montaña y el mar” e implica la serenidad y la calma característica de la danza.
Los bailarines de Sansai Juku bailan, como otros bailarines de butoh, con sus cabezas rasuradas y sus cuerpos cubiertos de polvo blanco. Pueden usar vestuario complete, parcial o bailar casi desnudos. Rara vez usan ropa típica “de la calle” en el escenario, y en ocasiones usan prendas largas parecidas a faldas. 
El trabajo de la compañía enteramente masculina es representado por tan pocos como seis bailarines trata de abstenerse de usar movimientos típicos de la danza moderna u otros tipos de baile. Sus representaciones se caracterizan por tener pasos lentos e hipnotizantes, a menudo usando la repetición e incorporando el cuerpo completo, a veces enfocándose sólo en los pies o dedos de la mano. A veces, movimientos minúsculos e incluso el no movimiento es discernible y se presenta una visión meditativa de posturas estatuescas o agrupadas. Ocasionalmente son reconocibles posturas y gestos emotivos, figuras corporales notablemente contorsionadas y expresiones faciales que transmiten éctasis y tal vez más a menudo, dolor y gritos silenciosos. Frecuentemente, se usan patrones formales ritualizados, evolucionando suave o abruptamente a rápidas y cortantes secuencias aparentemente sin conexión cuyos simbolismos o significados son crípticos. 
Se usa música y efectos de sonido, a veces de manera repetitiva, y van desde tambores dinámicos al jazz, sonidos naturales como el viento, sirenas, etc. a música electrónica y sonidos tan suaves que son casi imperceptibles, así como periodos de silencio. Fondos sencillos, luz delicadamente matizada y utilería fascinante (en “Kinkan Shonen” se incluyó un pavorreal vivo) le agregan a la naturaleza etérea de sus representaciones.

## Tours y debuts
En 1980, Sansai Juku se presentó por primera vez en Europa, en el Festival de Teatro de Nancy, en Francia y en ese mismo año, en el Festival de Aviñón. La compañía permaneció en Europa por cuatro años, apareciendo en el Festival de Edimburgo, el Festival Internacional de Madrid y el Festival Internacional Cervantino. En 1984, el grupo debutó en el Festival Internacional de Toronto y el Festival de Artes Olímpicas de Los Ángeles, completando su estreno americano con una gira por Estados Unidos y Canadá.
Desde 1990, Sansai Juku se ha presentado en Singapur, Hong Kong, Taiwán, Corea, Indonesia y Malasia. En 1998 hizo un gira por Rusia y Europa Oriental.

## Episodio trágico
Una característica de la obra titulada “Sholiba” involucra a un bailarín suspendido de cabeza. Esta hazaña se hace al aire libre, con los bailarines suspendidos del frente de uno o varios edificios. El 10 de septiembre de 1985, en Seattle, Washington, uno de los miembros originales de la compañía, Yoshiuki Takada, participante de la demostración, murió en un hospital poco después de que su cuerda de soporte se rompiera.  Los patrocinadores declararon que los cabos habían sido probados con éxito a través de sacos de arena justo antes de la presentación y que este acto había sido realizado “cientos de veces”. La compañía continuó con el acto, notablemente afuera del Teatro Nacional en Washington D. C. el 12 de mayo de 1986 y en su presentación de “Kinkan Shonen” en el Centro John F. Kennedy para las Artes Escénicas en febrero del 2008.

## Repertorio y comisiones
Aun cuando se mantuvo a las obras más tempranas en el repertorio, el grupo ha estrenado nuevas piezas, una casi cada dos años. El Théâtre de la Ville en París, Francia, les ha comisionado 13 de sus producciones, indicadas como TVP en la lista posterior. 
Entre sus trabajos se cuentan:
- "Amagatsu Sho (Homage to Ancient Dolls)" (1977)
- "Kinkan Shonen" (1978)
- "Sholiba" (1979)
- "Bakki" (1981)
- "Jomon Sho" - TVP (1982)
- "Netsu No Katachi" - TVP (1984)
- "Unetso - The Egg stands out of Curiosity" - TVP (1986)
- "Shijima - The Darkness Calms down in Space" - TVP (1988)
- "Omote - The Grazed Surface" - TVP (1991)
- "Yuragi - In a Space of Perpetual Motion" - TVP (1993)
- "Hiyomeki - Within A Gentle Vibration and Agitation" - TVP (1995)
- "Hibiki - Resonance from Far Away" - TVP (1998)
- "Kagemi - Beyond The Metaphors of Mirrors" - TVP (2000)
- "Utsuri - Virtual Garden" - TVP (2003)
- "Kinkan Shonen - The Kumquat Seed" (premiere 1978 / re-creation 2005)
- "Toki - A Moment in the Weave Time" - TVP (2005)
- "Utsushi" (2008) Un collage de trabajos previos
- "Tobari - As if in an inexhaustible flux" - TVP (2008)
- "Kara・Mi - Two Flows" - TVP (2010)

## Premios y reconocimientos
- En 1982, “Kinkan Shonen” recibió el Gran Prix del Festival Internacional de Teatro de Belgrado.
- En 1982, "Kinkan Shonen" recibió la Rosa TZ en el Festival de Teatro de Múnich.
- En febrero de 2002, “Hibiki” ganó el 26avo premio Laurence Olivier por la Mejor Producción de Danza Nueva.
- En el 2007, “Toki” recibió el Grand Prix en la sexta premiación de The Asahi Performing Arts Awards y Sansai Juku recibió el "Kirin Special Grant for Dance."

## Libros y colecciones de fotos
- Colección de fotografía "Sansai Juki". Fotógrafo: Guy Delahaye, Actes Sud, 2000
- Colección de fotografía "Luna" dirigido y coreografiado por Ushio Amagatsu, con la colaboración de Sayoko Yamaguchi and Sankai Juku.
- Colección de fotografía "The Egg stands out of Curiosity " dirigido y coreografiado por Ushio Amagatsu